# Maria Garzena
Maria Garzena (Torino, 28 luglio 1908 – Graglia, 4 luglio 1944) è stata una militare italiana, decorata dalla Repubblica Sociale Italiana con la Medaglia d'oro al valor militare alla memoria durante la seconda guerra mondiale.

## Biografia
Nacque a Torino il 28 luglio 1908, figlia di Giacomo e Laura dei conti Rapetti. Dopo la firma dell’armistizio dell’8 settembre 1943 aderì alla Repubblica Sociale Italiana, entrando nel Partito Fascista Repubblicano e arruolandosi nel Servizio Ausiliario Femminile.
Subito dopo la firma dell'armistizio a Graglia si vide la formazione dei primi gruppi partigiani costituiti dai militari sbandati del 53º Reggimento fanteria.
Il 4 luglio 1944 avvenne un assalto contro la villa dei Garzena, considerati i signori del paese. I partigiani depredarono la villa e uccisero Maria, un’ausiliaria in fase di addestramento presso i servizi segreti della RSI. Ella si difese a colpi di bombe a mano, e fu assassinata con un colpo di pugnale alla gola.
Per onorarne il coraggio il Capo del governo Mussolini decretò la concessione della Medaglia d'oro al valor militare alla memoria. In seguito la casa venne depredata dai cittadini gragliesi e fu occupata illegalmente dalla moglie di un noto capo partigiano di Biella. Finita la guerra la famiglia Garzena non riuscì più a rientrare in possesso della villa..

### Annotazioni
1. ↑  L'attacco fu portato alle ore 22 da un numero imprecisato di partigiani si presentarono presso la sua abitazione in Via Netro n°1 con l’intenzione di portarla via, mentre la donna era sola in casa.
2. ↑  La sorella Virginia e la figlia Marialaura riuscirono a fuggire dal retro.

### Fonti
1. 1 2 3  Conti 2016, p. 351.
2. 1 2  ACTA n.23, gennaio-marzo 1994, p. 8.
3. ↑   dicembre 1943: le prime azioni partigiane e la repressione nazifascista, su frammentidistoriabiellese.it, Frammenti di storia biellese. URL consultato il 24 settembre 2013.